# برسال نونا
برسال نونا الكيشي وهو الملك السابع عشر لسلالة كيش الأولى حكم في حوالي سنة 2900 ق م حسب قائمة الملوك السومريين جاء بعد ميليم كيش وجاء بعده زاموك.